# Lutz Pfannenstiel
Lutz Pfannenstiel (Zwiesel, 1973. május 12. –) német labdarúgókapus, edző, szakkommentátor. 

## Pályafutása
Pfannenstiel leginkább arról ismert, hogy pályafutása során eddig 25 klubban játszott. A pályafutása alatt megjárt országok: Németország, Anglia, Új-Zéland, Ausztrália, Szingapúr, USA, Brazília, Finnország, Malajzia, Kanada, Norvégia és Albánia. Amikor a brazil Hermann Aichinger játékosa lett – elsőként a történelemben – minden kontinensen játszott klubcsapatban.
2002. december 26-án a Bradford Park Avenue játékosaként a Harrogate Town elleni mérkőzésen összeesett és leállt a légzése, a játékvezető félbe is szakította a mérkőzést. Az esetkor a Bradford Park Avenue 2–1-re vezetett éppen.
Jelenleg Norvégiában játszik.

## Külső hivatkozások
- FIFA adatok Archiválva 2011. július 17-i dátummal a Wayback Machine-ben (angolul)
- Lutz Pfannenstiel, intercontinental (angolul)
- A játékos honlapja Archiválva 2010. június 16-i dátummal a Wayback Machine-ben (németül)